# Віжмар'є
Віжмар'є (словен. Vižmarje, нім. Wischmarje) — поселення (раніше окреме) в північній частині Любляни та центральній частині Словенії. Раніше було частиною Верхньої Крайни, нині включено до складу Осреднєсловенського регіону. Розташоване в північно-західній частині Любляни, належить до району Шентвид (словен. Šentvid).

## Географія
Віжмар'є розташоване в північній частині району Шентвид по обидва боки дороги, що веде до поселення Тацен (словен. Tacen). Південна частина, що простягається вздовж основної вулиці до залізничної станції, має назву Мале Віжмар'є (словен. Male Vižmarje); північна частина, що простягається до поселення Брод, має назву Велике Віжмар'є (словен. Velike Vižmarje). На Віжмар'ї розташована залізнична станція, початкова школа, турбінобудівний інститут і автобусний термінал першого міського автобусного маршруту. По території Віжмар'я проходять також автобусні маршрути № 8, 8B, 15 та 25.

## Назва
Вперше згадується в письмових джерелах у 1283 як Geiselmannsdorf bei Laibach (у 1331 — як Geyselmansdorf, у 1385 — вже як Geismanstorf; також поселення мало назви Vsmariach, Vsmarich (1554) та Vismarie (Вісмар'є) (1763–87)). Словенська назва поселення походить від прийменникової фрази v (J)ižmarje, що базується на власному імені Jižmar, яке, у свою чергу, було запозичене з середньоверхньонімецької мови (Gîs(al)mâr). У більш ранні часи застосовувалася також німецька назва Wischmarje (Вішмар'є).

## Історія

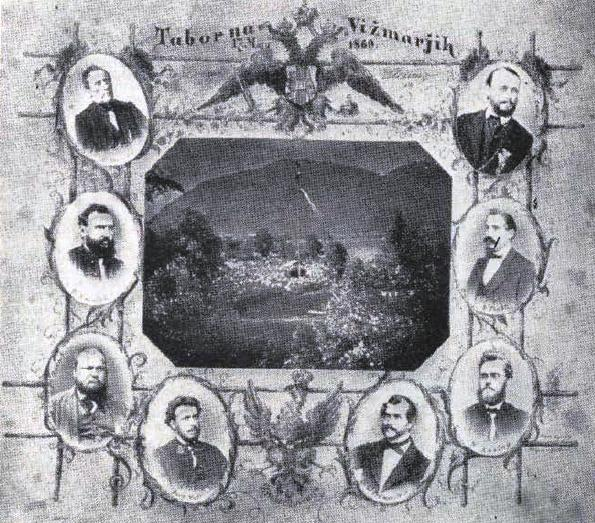
Збори у Віжмар'ї

17 травня 1869 у Віжмар'ї були проведені сьомі національні масові збори на відкритій місцевості — tabor, які відвідала найбільша кількість людей (30 тис. учасників). У 1928 була заснована фабрика з виробництва бавовни, у 1949 — корпорація з виробництва великогабаритних контейнерів, у 1954 — фабрика спортивного обладнання, у 1957 — завод керамічних виробів Іскра. У 1961 Віжмар'є перестало бути окремим поселенням — воно було приєднано до села Шентвід, яке, у свою чергу, було включено до складу Любляни як адміністративна одиниця у 1974.

## Видатні особи
- Фран Ер'явєц (словен. Fran Erjavec) (1893—1960) — редактор[4][6]
- Андрей Ємєц (словен. Andrej Jemec) (нар. 1934) — художник[4]
- Маніца Коман (словен. Manica Koman) (1880—1961) — письменник[4][6]
- Богомір Прегель (словен. Bogomir Pregelj) (1906—1970) — журналіст[4]
- Андрей Сной (словен. Andrej Snoj) (1886—1962) — професор теології, вчений[4]
- Іван Штрукель (словен. Ivan Štrukelj) (1869—1948) — письменник.[4]